# Riesz Frigyes
Riesz Frigyes (Győr, 1880. január 22. – Budapest, 1956. február 28.) magyar matematikus, egyetemi tanár, a Magyar Tudományos Akadémia tagja, Riesz Marcell matematikus bátyja.
Legfontosabb felismerése az, hogy a függvények közötti összeadás, számmal szorzás és skaláris szorzás műveletét alkalmasan definiálva, a függvények egy széles osztálya ugyanúgy viselkedik, mint a vektorok. E gondolat jelentőségének fölismerésével Riesz Maurice René Fréchet-vel és Stefan Banachhal együtt a funkcionálanalízis megalapítójává vált. (A funkcionálanalízis az algebra, az analízis és a geometria módszereit egyesítő átfogó elmélet.)
Kutatási területe: klasszikus analízis és funkcionálanalízis (függvényterek, absztrakt lineáris terek, lineáris operátorok, Fourier-sorok, szubharmonikus függvények). Az általános topologikustér-fogalom bevezetésének egyik kezdeményezője.

## Életpályája
Riesz Ignác győri orvos és Nagel Szidónia fia. Felsőfokú tanulmányokat a zürichi műegyetemen (1897–99), a budapesti egyetemen (1899–1901) és a göttingeni egyetemen (1901–1902) folytatott. A matematikát és a mértant tanította 1908-1912 között a Budapesti III. Kerületi Magyar Királyi Állami Főgimnáziumban, majd a kolozsvári egyetemre került (akkori Ferenc József Tudományegyetem), mely a trianoni békeszerződés miatt 1921-ben Szegedre költözött. Riesz a szegedi Ferenc József Tudományegyetem Matematikai és Természettudományi Karán a Matematikai Intézet, 1929-től Bolyai Intézet vezető professzora volt 1946-ig. Amikor 1940. október 19-én a Ferenc József Tudományegyetem visszaköltözött Kolozsvárra, Riesz nem ment oda idős kora miatt, hanem átkérte magát az éppen megalakuló Horthy Miklós Tudományegyetemre, s vezette továbbra is a Bolyai Intézetet. A Matematikai és Természettudományi Kar dékáni tisztét 1921/22-ben töltötte be, rektori megbízatást 1925/26-ban és 1944/45 második szemeszterében vállalt. Az 1945/46-os tanévben Riesz Frigyes ajánlatot kapott a budapesti egyetemtől a felélesztett egykori Suták Intézet vezetői posztjára, neve már 1936-ban, Suták József nyugdíjazásakor is felmerült, akkor azonban gazdasági okok miatt a tanszék működése szünetelt (ez elég gyakran előfordult a két világháború közti gazdasági válságokkal sújtott időszakokban). Neumann János is úgy látta jónak, ha a Szegeden létrejött világhírű matematikai centrum együtt marad, Riesz, Haar Alfréd, Kerékjártó Béla. 1946-tól haláláig a budapesti tudományegyetemen (akkori Pázmány Péter Tudományegyetem, majd 1950-től Eötvös Loránd Tudományegyetem) tanszékvezető egyetemi tanárként működött.

## Egyetemi oktatás a szegedi Bolyai Intézetben
Az 1920-as, 1930-as években Riesz tartotta a differenciál- és integrálszámítás előadásokat, s a hozzájuk tartozó gyakorlatokat. Haar Alfréd az algebra és a számelmélet előadásokon, gyakorlatokon kívül a valószínűségszámítást is leadta. Ábrázoló geometriai előadásai és gyakorlatai révén Radó Tibor is besegített. Felváltva hirdették meg a differenciál-egyenleteket, az integrálegyenleteket és a variációszámítást.
A felsőbb analízis kurzusait, Valós függvénytan, Fourier-sorok, Komplex függvénytan, áttekintve egy új tudomány, a funkcionálanalízis megszületése tárult az akkori hallgatók elébe. Riesz Frigyes nem tudván megbarátkozni Lebesgue eljárásával a róla elnevezett integrál bevezetésére, előadásaiban is folytatta a korábban elkezdett munkát a Lebesgue-integrál felépítésének átalakítására. Kétségtelen, hogy 1930 táján Szeged volt a világon az a hely, ahol a klasszikus függvénytant és a funkcionálanalízist – az utóbbit in statu nascendi – a legmagasabb színvonalon lehetett tanulni. Nem véletlen, hogy Marshall Stone, a Harvard egyetem professzora, a funkcionálanalízis első monográfiájának a szerzője Szegedre küldte tanulni munkatársát, Edgar R. Lorch-ot. Riesz meghirdette a Függvényoperációk, majd a Hilbert terek elmélete és az Integrálegyenletek című előadásokat is. Mindezek az 1940-es évek végére könyvvé ötvöződtek és megszületett a funkcionálanalízis átfogó, példátlan sikerű tankönyve Riesz Frigyes és hazai tanítványa, Szőkefalvi-Nagy Béla tollából, a kötet 1952-ben jelent meg először francia nyelven (lásd kötetei közt i.m.).

## Matematikai munkássága
A szegedi egyetemen a matematikai élet felvirágoztatásában tagadhatatlanul úttörő szerepe volt. Ebben a tekintetben különösen nagy jelentőségű a Haar Alfréddal közösen indított Acta Scientiarum Mathematicarum című szakfolyóirat, mely a mai napig világszínvonalú a matematikai szaklapok között.
Kutatásai szerteágazóak, de nagyrészt az analízis témakörébe tartoznak.
- 1905-ben lineáris halmazelméleti tételeket általánosított n dimenziós terekre.
- Több alapvető jelentőségű tételt fogalmazott meg és bizonyított be a valós függvénytan területén.
- Az elsők között volt a Lebesgue-integrál fogalmának továbbfejlesztői között.
- Ő volt a funkcionálanalízis egyik megalapítója. Szőkefalvi-Nagy Bélával írt monográfiája máig a témakör nagy klasszikusa.
- Maurice Fréchet mellett ő a topologikus terek elméletének egyik megalapozója is.
- A többváltozós függvénytanban elért eredményei nyomán a potenciálelmélet új fejezetei nyíltak meg.
- Legismertebb eredménye a valós függvénytan köréből ismert Riesz-Fischer-tétel.

### Kötetei
- Les systèmes d'équations linéaires à une infinité d'inconnues. Paris, 1913. VI, 182 p.
- Leçons d'analyse fonctionnelle.[5] Szőkefalvi-Nagy Bélával. Budapest, 1952. 448 p[6]
- Tanulmányai facsimile kiadásban: Riesz Frigyes összegyűjtött munkái. 1-2 köt. Budapest, 1960. 1601 p.

### Tanulmányai
- Über einen Satz der Analysis Situs. Math. Ann. 1904.
- Über die Approximation einer Funktion durch Polynome. Jahresber. d. Deutsch. Math.-Vereinigung 1908.
- Untersuchungen über Systeme integrierbarer Funktionen. Math. Ann. 1910.
- Sur les suites de fonctions analytiques. ASciMathSze 1922–23.
- Über die linearen Transformationen des komplexen Hilbertschen Raumes. ASciMathSze 1930–32.
- Sur l'existence de la dérivée des fonctions monotones et sur quelques problémes qui s'y rattachent. Uo. 1930–32.
- Über Sätze von Stone und Bochner. ASciMathSze 1932–34.
- Sur les fonctions des transformations hermitiennes dans l'espace de Hilbert. Uo. 1934–35.
- Sur quelques notions fondamentales dans la théorie générale des opérations linéaires. Ann. Math. 1940.
- Sur la théorie ergodique. Comm. Math. Helv. 1944–45.

## Kitüntetései, elismerései
- MTA nagydíj (1945)
- Kossuth-díj (1949)
- Kossuth-nagydíj (1953)
- Magyar Örökség díj (2010)
- MTA levelező (1916), rendes (1936), tiszteleti (1955) tagja
- a párizsi, a müncheni és a lundi akadémiának is tagja volt
- a szegedi, a budapesti és a párizsi egyetem is díszdoktorává avatta
- a 30306 Frigyesriesz nevű kisbolygót róla nevezték el

## Galéria

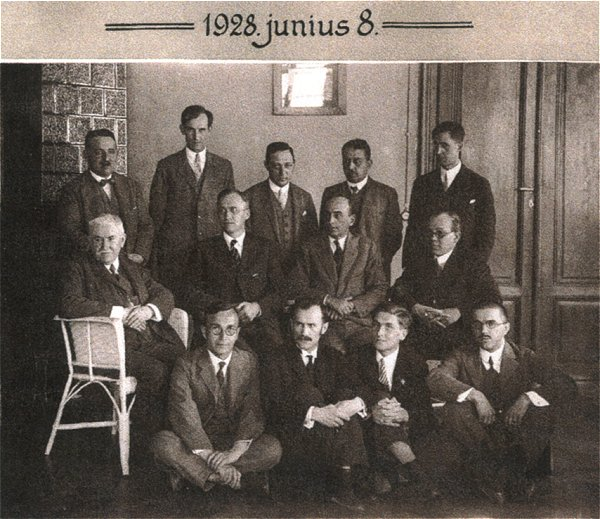
Matematikai konferencia Szegeden, 1928. Riesz Frigyes: álló sorban balról az első személy.
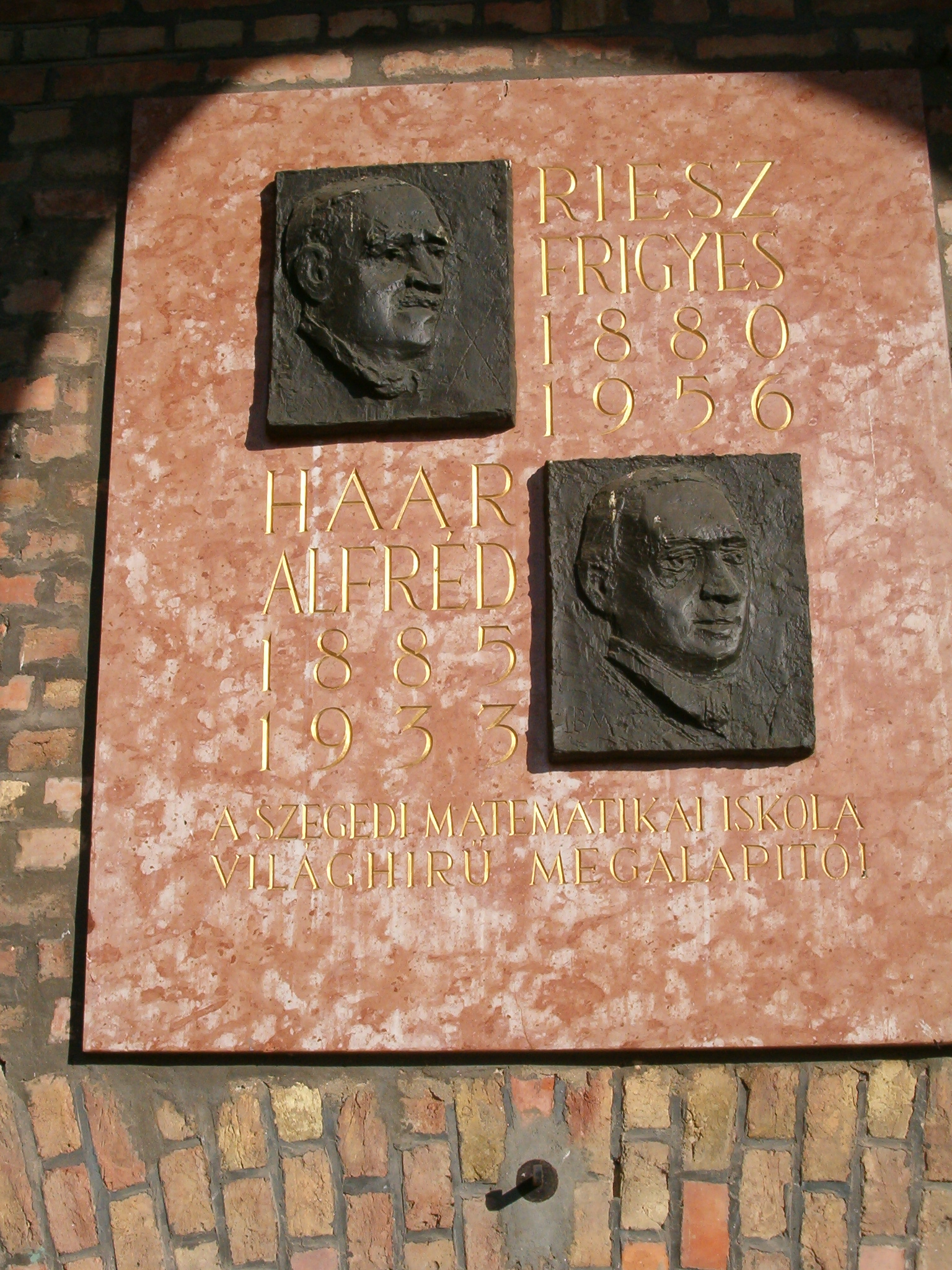
Haar Alfréd és Riesz Frigyes, a szegedi matematikai iskolamegalapítói (Borsos Miklós alkotása a szegedi Dóm téren lévő pantheonban)
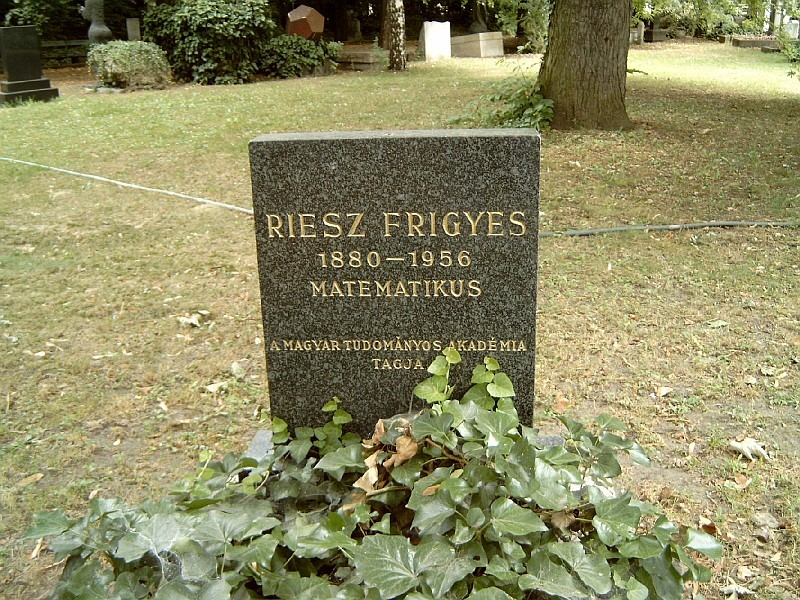
Riesz Frigyes sírja Budapesten. Kerepesi temető: 34/2‑1‑6.